# بخش کوتانس
بخش کوتانس (به فرانسوی: Arrondissement de Coutances) یک بخش در فرانسه است که در مانش واقع شده‌است.